# 代田欣二
代田 欣二（しろた きんじ）は、日本の獣医学者。専門は獣医病理学。麻布大学名誉教授。

## 来歴
群馬県立沼田高等学校を経て、東京大学大学院を修了した。1981年に麻布大学獣医学部助手となり、同大学助教授を経て1998年に教授に就任する。2018年 名誉教授。この間、カナダ・マギル大学留学、JICA専門家として北京実験動物センター派遣などの経歴を持つ。
2015-2017年 日本獣医病理学専門家協会JCVP理事長。
1995年 日本獣医学会賞受賞。

## 研究
- 犬の乳腺腫瘍における癌胎児性抗原様物質に関する免疫病理学的研究[1]
- Om/N系ラットにおける蛋白尿発現と腎糸球体障害進行機序[1]
- 化学物質誘発腎糸球体障害における細胞外基質の動態[1]
- コプラナーPCBsの雌性生殖器の機能と形態に及ぼす影響[1]
- ダイオキシン類が次世代の卵巣の機能と形態に及ぼす影響[1]
- レーザーマイクロダイセクション法を用いた糸球体内のサイトカインの動態[1]